# Вечёрко, Валентин Григорьевич
Валенти́н (Винцу́к) Григо́рьевич Вечёрко (бел. Валянцін (Вінцук) Рыгоравіч Вячорка, род. 7 июня 1961 года в Бресте, Белорусская ССР) — белорусский филолог, политик и лидер Партии БНФ с 1999 по 2007.

## Биография
Отец был сыном крестьянина из Столинского района Брестской области, работал помощником Первого секретаря Коммунистической партии Белоруссии П. М. Машерова, затем — заместителем председателя Госплана БССР.
Валентин Вечёрко учился в средней школе №4 города Минска. Заговорил на белорусском довольно рано. При поступлении в БГУ (1978 год) уже свободно разговаривал на белорусском и называл себя Винцук. Окончил филологический факультет БГУ (1983) и аспирантуру Лингвистического института АН БССР (1986).
Винцук Вечёрко работал преподавателем в Минском государственном педагогическом институте и в Белорусском гуманитарном лицее, а также журналистом и заместителем главного редактора журнала «Спадчына» (рус. Наследие).
С 1 января 1991 г. сотрудник журнала «Спадчына» и преподаватель Белорусского гуманитарного лицея.

### Политическая деятельность
Начиная с 1979 года Вечёрко стал активным участником национального движения Белоруссии. Во время учёбы в университете много занимался в студенческом театре, вместе с другими участниками затеял воплощение на сцене народной пьесы «Цар Максіміліян» (см. Царь Максимилиан). Валентин Вечёрко являлся одним из организаторов нескольких юношеских культурных групп и организаций: «Майстроўня» (рус. Мастерская, 1979—1984), «Талака» (1986—1989), Конфедерации белорусских юношеских организаций (1988—1989). В это время в этой организации состояло много видных будущих деятелей Беларуси: будущий издатель «Навiн БНФ» Алесь Суша, будущие главные редакторы «Свабоды» и «Нашай нiвы» Игорь Герменчук и Сергей Дубовец, Ирина Лозовская, Наталья Шевко, Сергей Островцов. Во время существования юношеской группы «Талака» познакомился с В. Ивашкевичем и позже с З. Позняком.
Неудачно баллотировался Верховный Совет XII и XIII созывов.
В 1988 являлся одним из организаторов Белорусского Народного Фронта «Возрождение». Вечёрко был главой комиссии по программным документам и членом правления партии. В руководстве Фронта он курировал сперва молодежную политику, а позже международные контакты. В 1995—1999 он был заместителем председателя, В 1999 году в Белорусском Народном Фронте «Возрождение» произошел раскол, в результате которого образовались две партии: Консервативно-христианская партия — БНФ под руководством Зенона Позняка и партия БНФ во главе с Винцуком Вячоркой. С тех пор являлся председателем партии БНФ и общественной организации БНФ «Возрождение». 17 декабря 2005 года переизбран председателем Партии БНФ и общественного объединения «Беларускі народны фронт „Адраджэньне“». Заместителями руководителя партии избраны Алексей Янукевич, Юрий Ходыко, Виктор Ивашкевич, Алесь Михалевич.
9 декабря 2007 года на очередном партийном съезде его сменил Лявон Борщевский.
На съезде Партии БНФ 9 декабря его сменил Лявон Борщевский. Винцук Вячорка был избран первым заместителем, руководителем комиссии по международной деятельности. За его кандидатуру проголосовали 173 делегата съезда из 237. Заместителем председателя Партии БНФ по организации политических кампаний и работе с целевыми группами — Виктор Ивашкевич. За него проголосовали 202 делегата. Заместителем председателя Партии БНФ по партийному строительству и организационным вопросам стал Алесь Михалевич (131), по работе с региональными структурами — Юрий Губаревич (116), по информационно-идеологической работе — Алексей Янукевич (134).
Во время кампании по выборам Президента Беларуси в 2006 году был доверенным лицом единого кандидата в президенты от демократических сил Александра Милинкевича. С мая 2007 года — сопредседатель Политсовета объединенных демократических сил, отвечает за информационно-мобилизационную работу и международные отношения.
В марте 2010 года баллотировался в депутаты горсовета Минска.
Винцук Вечёрко является основателем и главой образовательной негосударственной организации «Цэнтар Супольнасьць», а также был главой рабочей группы Ассамблеи неправительственных организаций Белоруссии (1999—2000).
Владеет несколькими иностранными языками.

## Преследование
Винцук Вячорка неоднократно арестовывали и привлекали к денежным штрафам за участие в массовых протестных акциях. В апреле 1996 года, после демонстрации Чернобыльский шлях, был арестован по уголовному делу за сопротивление милиции, объявил голодовку. Уголовное дело было прекращено в 1998 году.

## Личная жизнь
Вдовец, имеет 3 детей — Радославу, Ружану и Франтишека (Франака). Франак Вечёрко являлся сотрудником Радио «Свобода», сейчас является советником Светланы Тихановской.

## Награды
- Медаль «100 лет БНР» (2019)
- Медаль Франциска Скорины[бел.] (2024, Объединённый переходный кабинет Беларуси)[5]